# سازند کرج
سازند کرج از سازندهای زمین‌شناسی ایران با سن ائوسن میانی و یکی از مهم‌ترین سازندهای تشکیل‌دهنده کوه‌های البرز است. نام این سازند از شهر کرج گرفته شده و در گذشته به نام‌های مختلفی مانند سری سبز، طبقات سبز، طبقات سبز اولیگوسن، طبقات سبز و گدازه‌های آتشفشانی و توفیت‌های سبز البرز نامیده شده است. محل برش الگوی مقطع نمونه سازند کرج در دره کرج کنار جاده چالوس در دو مقطع انتخاب شده است و توسط ددوال در سال ۱۹۶۷ مطالعه و معرفی گردیده است. این سازند در محل برش الگو ۳۳۰۰ متر ضخامت دارد. به طور کلی سازند کرج شامل توالی نسبتاً ضخیمی ازتوف‌های سبز رنگ با لایه‌بندی خوب و رسوبات شیلی توف‌دار، سنگ‌های رسوبی و گدازه‌های آتشفشانی و به ندرت سنگ‌های تبخیری است. این سازند ترکیب سنگ‌شناسی همگن ندارد و به همین رو در برش الگو به ۵ عضو تقسیم شده است.
سازند کرج بر روی سازند آهکی زیارت و در زیر سازند کند قرار دارد و دارای سه بخش شیل زیرین، توف میانی و توف بالایی است.
سازند کرج در منطقه البرز عمدتاً به رنگ سبز دیده می‌شوند این رنگ سبز به چند عامل بستگی دارد که از آن جمله منشأ گرفتن از محیط احیاکننده حاکم در حین رسوب‌گذاری در منطقه و نیز کانی‌های سبز رنگی که در تشکیل ساختمان سنگ نقش دارند را می‌توان نام برد. نوع سیمان، فشردگی و تراکم نیز در به وجود آمدن این رنگ می‌تواند نقش داشته باشد چنانچه اگر در سیمان سنگ در صد کانی‌های سبز رنگ زیاد باشد باعث به وجود آمدن رنگ سبز زمینه سنگ می‌شود. فشردگی و تراکم نیز می‌تواند در رنگ سنگ اثر داشته باشد. به طور مثال سنگ‌هایی که دارای تراکم زیادتری هستند از نظر رنگ دارای رنگ تیره و سنگ‌های که از تراکم کمتری برخوردارند دارای رنگ روشن می‌باشند.